# パースニップ
パースニップ（英語: parsnip、学名: Pastinaca sativa）は、セリ科の二年草（一年草としても栽培可能）。ニンジンに似た根菜で、別名にアメリカボウフウ、シロニンジン（白ニンジン）、サトウニンジン、清正ニンジン。ヨーロッパ原産。
食用となる主根は白く肉質で、ニンジンに似た香気があり、味は淡白で甘みとわずかな苦味がある。花の匂いの味にも感じる。煮崩れしないため、ポトフやシチュー、ボルシチなどの煮込み料理に適している。
葉や茎の汁はフラノクマリンを含み光線過敏を引き起こすため、取り扱いには注意が必要である。

## 語源
属名およびラテン語の「パスティナカ（Pastinaca ）」の由来はよくわかっていないが、「耕す、ならす」を意味するラテン語「pastino」およびその派生語で「2叉のフォークの1種」を意味する「pastinum」または「食物」を意味する「pastus」に由来すると考えられている。種小名の「sativa」は「栽培された」の意である。
英名の「パースニップ」は俗に「パセリ」と「ターニップ（カブ）」の合成語と言われることもあるが、実際にはラテン語の pastinaca が古フランス語の pasnaie（pasnaise）に変化し、中英語の pasnepe を経由して現在の語形になったものである。ただし、語尾の -nip は、実際に「ターニップ」に相当する中英語の nep/nepe の影響を受けていると考えられている。これはパースニップがカブの仲間だと考えられていたことによる。
アメリカではホワイトキャロット（white carrot: 白ニンジンの意）ともよばれていて、根が白く、形がニンジンに似ていることに由来する。現代フランス語では panais （パネ）とよばれる。

### 日本語名について
17世紀にヨーロッパからアメリカに伝わったパースニップは、葉がボウフウに、根がゴボウに似ていることから「アメリカ防風」「アメリカごぼう」などの和名がある。
『ドリトル先生』シリーズ全巻を最初に日本語へ訳した井伏鱒二は原文の"parsnip"を通例、使用される「アメリカボウフウ」でなく「オランダボウフウ」と訳しているが、この訳語について南條竹則はパセリ（parsley）の和名「オランダセリ」との混同（英和辞典では"parsley"の次に"parsnip"が来ることが多い）、もしくは井伏が「アメリカボウフウ」の音韻の悪さを嫌って意図的に「アメリカ」を「オランダ」としたのではないかとする説を提示した。しかし、シリーズ第1作『ドリトル先生アフリカゆき』が1941年に日本で初めて刊行されるよりも早い時期の1936年に研究社より刊行された『新英和大事典』では"parsnip"の項に「《植》おらんだばうふう、あめりかばうふう」と2種類の日本語名が記載されており、実際は「オランダボウフウ」を井伏の造語とする南條説よりも以前からこの和名が存在していたことになる。

## 特徴

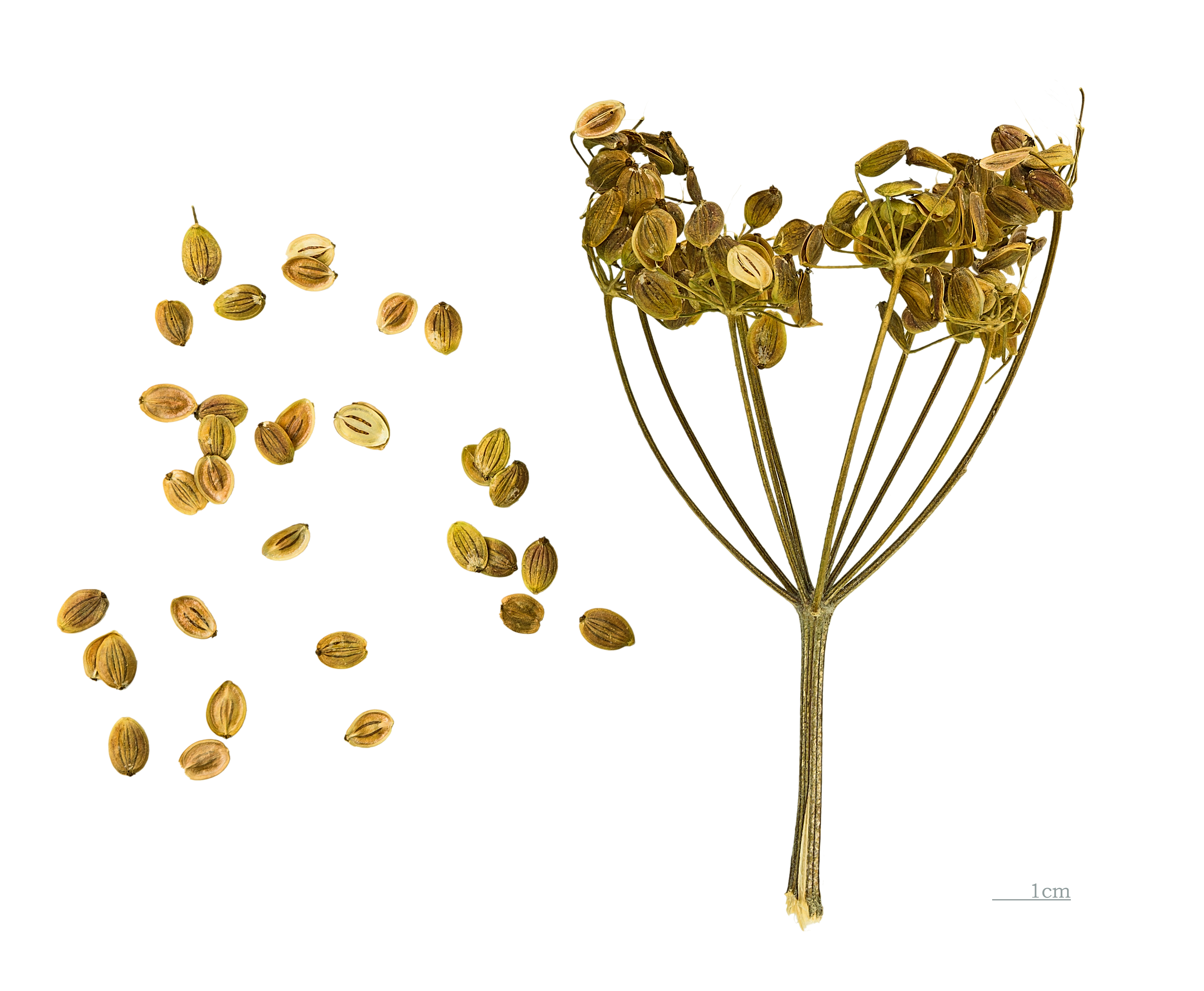
パースニップ（ Pastinaca sativa）の果序と果実

二年草。ロゼット葉は羽状複葉で、小葉には鋸歯があり、毛が多くざらつき、刺激臭がある。茎葉は、下側につくものでは短い葉柄があり、上側につくものは無柄で、最上部につくものは3小葉からなる。茎葉は1回または2回羽状複葉、幅広の卵形で最大で長さ40センチメートル (cm) になり、小葉は時に裂け、鋸歯がある。葉柄には溝があり、基部は鞘状に茎を覆う。
主根は肉質でクリーム色、食用となり、表面はふつう滑らかだが、側根が形成されることもある。肩口の直径は6 cm前後、長さは40 cmほどある。根はほとんどは円柱形で見た目は白いニンジンのようだが、一部の栽培品種はより丸く、破損しにくいことから食品加工業者に好まれる。
花茎は発芽して2年目に形成され、高さ150 cm以上になる。花茎は有毛で、溝があり、節を除いて内部は空洞、まばらに分枝する。長さ5 - 10 cmの無柄で単葉の葉が数個対生する。
花序は直径10 - 20 cmの複散形花序で、2 - 5 cmの花柄が6 - 25個つき、その先に散形花序がつく。総苞・小総苞はない。花は直径約2.5ミリメートル (mm) と小さい。萼歯はないかごく小さく、三角形。花弁は5枚で黄色、内向きに曲がる。雄しべは5本。雌しべは1本。分果は明褐色になり、長さ4 - 8 mmで、楕円形で平たく、狭い翼があり、残存する花柱は短く広がっている。
野生個体と栽培個体では形態に多少の違いがあるが、1種とされており、容易に交配する。染色体数は 2n=22。

## 歴史
パースニップはニンジンと同様にユーラシア原産で、古い時代から食用とされた。Zohary & Hopf (2000)によれば、パースニップの栽培に関する考古学的証拠はかなり限定的で、初期の重要な資料は古代ギリシャ・ローマの文献である。しかし、ローマ時代においてはパースニップとニンジン（当時は白色や紫色だった）の両方が「パスティナカ（Pastinaca）」の名で呼ばれ、さらにどちらもよく栽培されていたらしく、文献を読む際には注意が必要であるという。ローマではパースニップは非常に高く評価され、ティベリウス帝はゲルマン人に対しパースニップを貢納させている。ヨーロッパでは、サトウキビやテンサイ以前の砂糖の供給源として用いられた。
17世紀ごろからイギリスや北米に普及した。北米では同時期に、フランス人がカナダに、イギリス人が13植民地にパースニップを持ち込んだ。しかし、19世紀半ばにはデンプンの供給源がジャガイモに置き換わったため、あまり広く栽培されなかった。
1859年には、イギリス王立農業大学のジェームス・バックマンによって「スチューデント（Student）」という品種が開発された。彼は栽培植物を野生株に戻し交配することで、選抜育種による品種改良の実証を目指していた。この実験は大成功を収め、スチューデントは19世紀後半の主要な栽培品種となった。

## 分類
パースニップは「白ニンジン」ともよばれるが、ニンジンとは別種の野菜である。パースニップPastinaca sativa が記載されたのはリンネの『植物の種』（1753）においてである。その後、パースニップ属などの植物として記載されたもののいくつかが、本種のシノニムとなっている。
農業的に重要な植物の例に漏れず、P. sativa にはいくつもの亜種や変種が記載されているが、現在では独立した分類群ではなく、形態的な変異の一型であると考えられていることが多い。ただし、特にユーラシアでは野生のものを亜種または別種として扱うことがあり、ヨーロッパでは葉の毛の様子、茎の角張り具合、散形花序の大きさと形状といった点で亜種を区別することもある。

## 利用

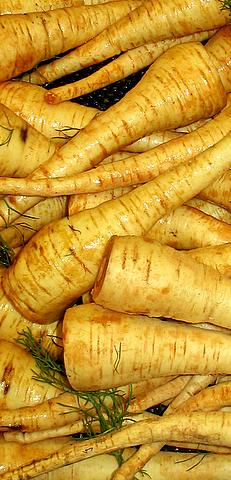
食用にする主根

野菜としての旬は冬から春先である。パースニップはニンジンと同じように用いることができるが、より甘味が強く、加熱すると更に違いが際立つ。またニンジン臭が強いが、加熱すると臭みが抜ける。食感はぼそぼそしており、生食には向かない。
調理法としては、焼く、ゆでる、炒めるといった方法のほか、ロースト、ピューレ、グリル、蒸し焼きもある。長時間煮込んでも煮崩れしないので煮込み料理に向き、 シチューやスープ、キャセロールの具材にすると豊かな風味が得られる。スープやシチューでは、パースニップを茹でた後に取り出し、風味ととろみだけを残すこともある。ローストパースニップは、英語圏の一部の地域でクリスマスディナーに欠かせないものとされ、伝統的なサンデーローストでも見る機会が多い。茹でて甘酢に漬けたり、刻んで揚げ物にしてもよく、薄切りにしてポテトチップスのようにするほか、マデイラ・ワインに似た味のパースニップ・ワインの原料となる。
古代ローマ時代には、パースニップは媚薬であると信じられていた。現代のイタリア料理ではほとんど用いられず、豚の飼料とされ、特にパルマハム用の豚に与えられる。
パースニップは貯蔵性に優れ、収穫してから低温保存、または地中に埋めて貯蔵する。日本国内産の流通はなく、欧米などから輸入されている。

## 栄養
根菜類の中では糖分（ショ糖）が多く、野菜と芋類の中間的な栄養成分を含んでいる。典型的ものでは、パースニップには100グラム (g) 当たり75キロカロリー (kcal)のエネルギーが含まれる。ほとんどの栽培品種では、水が約80%、糖質が5%、タンパク質が1%、脂質が0.3%、食物繊維が5%である。パースニップはビタミンとミネラルが豊富で、特にカリウムは100 gあたり375ミリグラム (mg) と多い。ビタミンE・ビタミンB群・ビタミンCを含むが、ビタミンCは調理すると減少する。ほとんどのビタミンとミネラルは表皮付近にあるため、皮をよほど丁寧に剥くか、丸ごと調理しなければ大半が失われてしまう。気温が下がり霜が降りるようになると、デンプンが砂糖に変換されるようになり、甘味が強くなる。
パースニップには健康効果がある可能性があるとされる。パースニップにはファルカリノール、ファルカリンジオール、パナキシジオール、メチルファルカリンジオールなどの抗酸化物質が含まれており、これらは抗がん性、抗炎症性、抗真菌性を持つ可能性がある。また、パースニップは食物繊維の量が多いため、便秘の予防や、血中コレステロール値を低下させる可能性がある。パースニップの食物繊維には可溶性と不溶性の両方があり、セルロース、ヘミセルロース、リグニンを含む。

## 栽培
野生のパースニップは、石灰岩土壌といった乾燥した草地や荒地に起源する。シルト質、粘土質、礫質の土壌では根が短くなり枝分かれするため、砂質やローム質の土壌が良いとされる。
種子は長期間保存すると発芽率が著しく低下する。種子は通常、早春に播かれる。生長している間は雑草のない状態に保ち、間引きも行う。収穫は、より糖度が増すように、秋の終わりに霜が降りてから行い、冬の間続く。霜が降りても容易に抜けるように、藁で覆うこともある。収穫しなければ、翌年に開花・結実するが、茎が木質化し、根も食べられなくなる。

### 病害虫
パースニップの葉は、ミバエの一種 Euleia heraclei の幼虫によって潜行食害を受け、淡褐色の食害痕が不規則な曲線として見える。葉全体にしわが生じて枯れることもあり、若い植物では深刻な影響を及ぼすことがある。薬品を用いるか、害を受けた小葉または葉全体を除去して対策する。
根はハネオレバエ科の1種 Chamaepsila rosae の幼虫の食害を受けることがある。この虫は根の外側の層を食害し、秋になるとより内側に侵入する。根が駄目になるだけでなく、若い植物は枯死することもある。食害を受けた場所から真菌が侵入し、腐敗する。このハエは傷ついた組織のにおいにひかれる。
パースニップは鱗翅目幼虫の餌にもなる。これを食草とするものとしては、アゲハチョウ属の1種 Papilio polyxenes、コウモリガ科の Korscheltellus lupulina や Hepialus humuli、クロヤガなどが知られる。ヒラタマルハキバガ類の Depressaria radiella はヨーロッパに自生し、1800年代半ばに北米に偶然に持ち込まれたが、これは散形花序に網を張り、花や発達中の種子を食害する。
パースニップにおける深刻な病害に、パースニップかいよう（parsnip canker）がある。黒またはオレンジ色から茶色の斑点が根の最上部に現れ、根のひび割れと硬化を伴う。冷たく湿った土壌に播種した場合や、土壌の pH が低すぎる場合、または根が食害を受けている場合に発生しやすい。かいように関係する菌類はいくつか知られており、Phoma complanata、Ilyonectria radicicola、Itersonilia pastinaceae、I. perplexans などがある。ヨーロッパでは、Mycocentrospora acerina が黒い病変を伴う病害を引き起こし、早期に枯死させることが分かっている。Sclerotinia minor と S. sclerotiorum は軟腐病を引き起こし、根が腐って柔らかく多汁質になり、表面に白または淡い色のカビが観察できるようになる。この病原菌は、温帯の冬に多湿になる地域と、亜熱帯地域で特によく見られる。
真菌の1種 Helicobasidium purpureum は紫色がかったマット状になって根を覆ってしまう。葉は歪んで変色し、菌糸は土壌中に広がる。雑草がこの菌を中継することもあり、特に湿った酸性条件でよく見られる。Erysiphe heraclei はうどんこ病を引き起こすため、重大な作物損失を引き起こしうる。これに感染すると、葉が黄変し、あるいは失われる。これは中程度の温度と高い湿度でよく発症する。
パースニップに感染するウイルスもいくつか知られており、 seed-borne strawberry latent ringspot virus、 parsnip yellow fleck virus、 parsnip leafcurl virus、パースニップモザイクポティウイルス、セロリモザイクウイルスなどが知られる。セロリモザイクウイルスは、葉脈付近の白変・黄変、黄土色のモザイク斑点、葉のしわを生じさせる。

## 毒性
パースニップの茎と葉の汁には、光毒性化学物質であるフラノクマリンが含まれ、汁がついた皮膚が日光に晒されると水疱を引き起こすため、注意して扱う必要がある。これはパースニップの属するセリ科ではしばしばみられる性質である。発赤、熱感、水疱といった症状がみられ、患部は最大で2年間、変色し過敏になる場合がある。庭師が葉と接触した後に発症した例もあるが、実際に栽培する人々の方が圧倒的によく発症する。晴れた日に、葉を集めたり、種を散布したあとの残骸を片づけるなどの作業を行った場合に最も発症しやすい。症状のほとんどは軽度から中程度である。
パースニップの抽出物では、毒性に加熱や数か月の保管に対する耐性がある。症状は、皮膚が露出した箇所のある家畜・家禽にも見られることがある。ポリインは他のセリ科野菜と共通してみられる物質で、細胞毒性を示す。

## 代表的な栽培品種
- ホロー・クラウン　(Hollow Crown)
- スムース・ホワイト　(Smooth White)
- オール・アメリカ　(All America)

## 文化
ヒュー・ロフティングの児童文学作品『ドリトル先生』シリーズに登場するキャラクター、豚のガブガブの好物である。ちなみにボウフウとは防風と書いてセリ科の生薬の一種である。
ディズニーチャンネルオリジナルアニメーション『フィニアスとファーブ』に登場するキャンディスは大のパースニップ嫌いであり、パースニップに近づいただけで顔が真っ赤になり声も変わるほどのアレルギー症状を引き起こす。